# Palla da demolizione

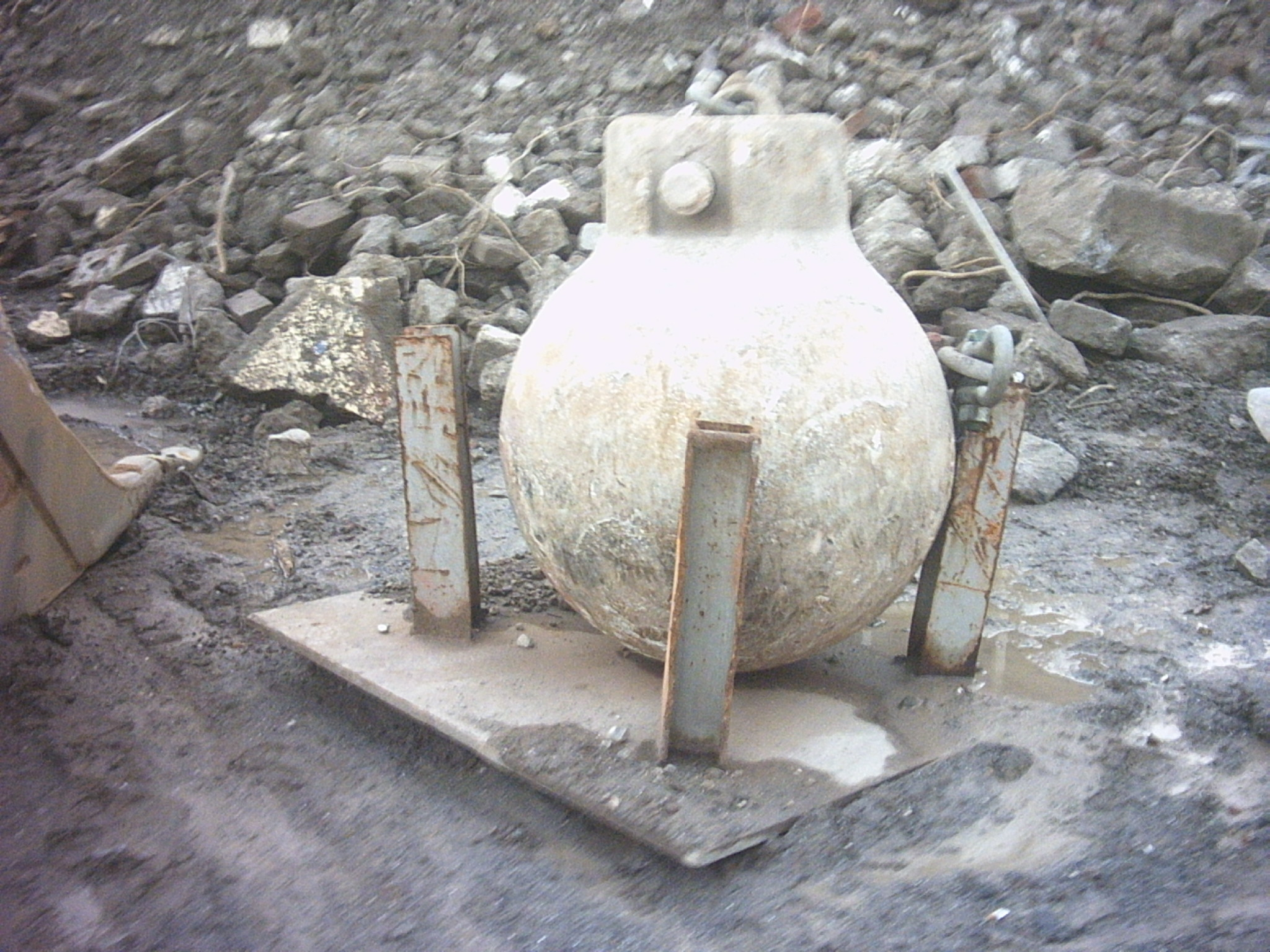
Palla da demolizione a riposo

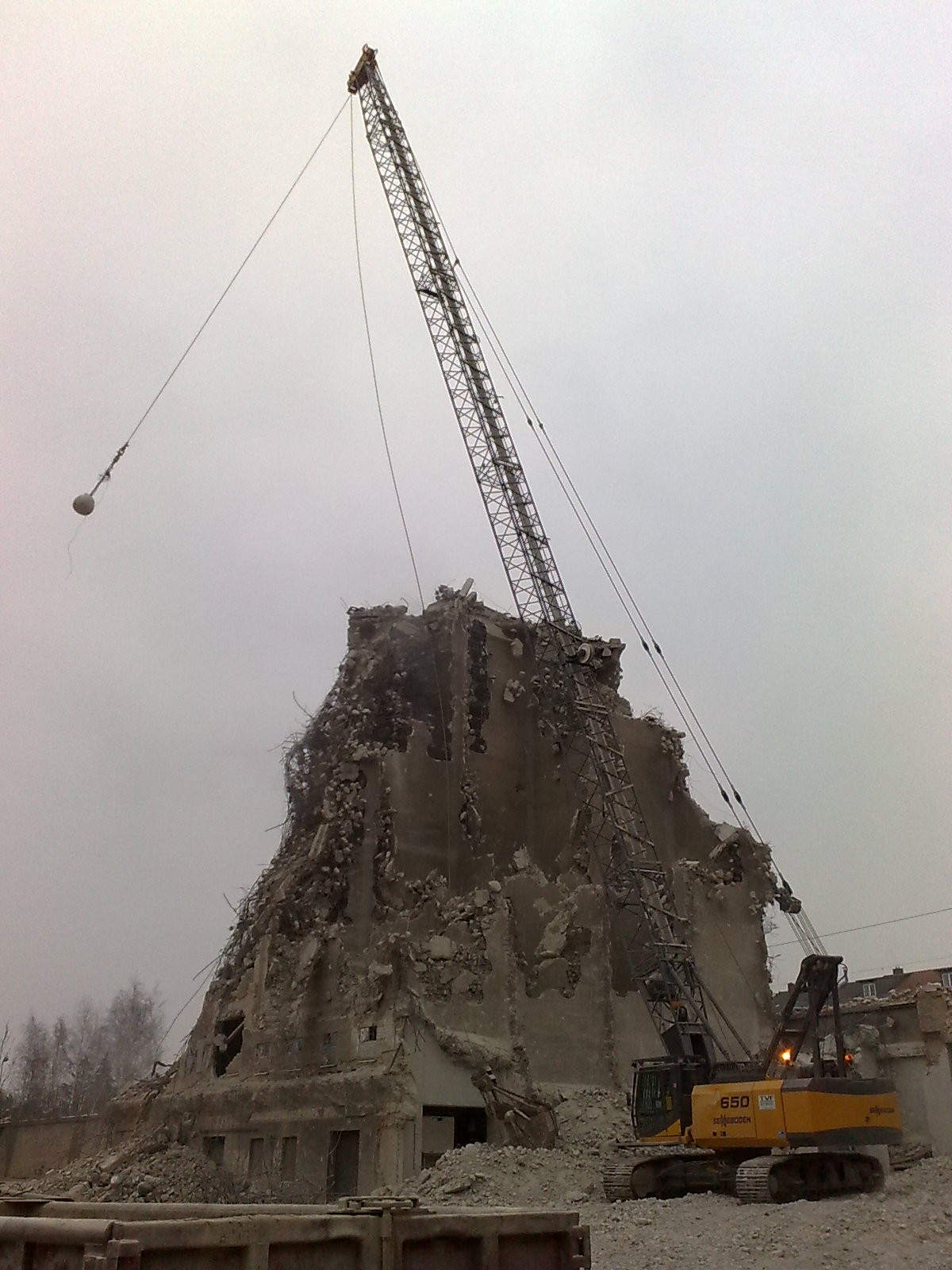
Palla da demolizione in azione

Una palla da demolizione (o maglio sferico) è una pesante sfera d'acciaio, solitamente appesa ad una gru, impiegata per la demolizione di edifici di grandi dimensioni. Era più comunemente in uso negli anni Cinquanta e negli anni Sessanta.
Diverse società di demolizione affermano di aver inventato la palla da demolizione. Un primo utilizzo documentato fu quello relativo allo smantellamento del piroscafo Great Eastern tra il 1888 e il 1889 ad opera di Henry Bath and Co. a Rock Ferry, sul fiume Mersey.
Nel 1993 la palla da demolizione venne descritta come "una delle forme più comuni di demolizione grossolana su larga scala". Tuttavia, con l'invenzione degli escavatori idraulici e di altri macchinari, la palla da demolizione è diventata meno comune nei siti di demolizione, poiché la sua efficienza lavorativa è inferiore a quella degli escavatori a sbraccio lungo.

## Costruzione e progettazione
Le moderne palle da demolizione hanno subito una leggera rimodellazione, passando da una sfera di metallo ad una forma a pera con una sezione tagliata nella parte superiore. Questa forma consente alla palla di essere tirata indietro più facilmente attraverso un tetto o una lastra di cemento dopo averlo sfondato.
Le palle da demolizione hanno un peso che varia generalmente tra i 450 e i 5400 kg. La sfera è realizzata in acciaio forgiato, il che significa che l'acciaio non viene colato in uno stampo allo stato fuso, ma si forma sotto una pressione molto elevata mentre l'acciaio è rovente per comprimerlo e rafforzarlo.

## Metodo d'uso
Per demolire tetti e altre campate orizzontali, la palla viene generalmente sospesa su una catena d'acciaio fissata al gancio di sollevamento del braccio di una gru sopra la struttura; ad un certo punto, la frizione del tamburo della catena viene rilasciata e la palla può cadere liberamente sulla struttura. Per demolire i muri, la palla viene sospesa all'altezza desiderata dal braccio di una gru e una fune d'acciaio secondaria tira la palla verso la cabina della gru. La frizione laterale del tamburo della fune viene quindi rilasciata e la sfera oscilla come un pendolo per colpire la struttura. Un altro metodo per la demolizione laterale consiste nel ruotare il braccio della gru per accelerare la palla verso il bersaglio. Questo viene ripetuto secondo necessità, finché la struttura non viene scomposta in detriti che possono essere facilmente caricati e trasportati via. L'azione di demolizione viene effettuata interamente attraverso l'energia cinetica della palla.
I lavori di demolizione sono stati eseguiti utilizzando una palla da demolizione di 2500 kg sospesa ad un elicottero Kaman K-MAX.
Lo stesso meccanismo viene applicato alle rocce nelle cave, dove un escavatore solleva e rilascia una sfera libera su rocce di grandi dimensioni per ridurle a dimensioni gestibili.

## Tecniche alternative di demolizione
Il progresso della tecnologia ha portato allo sviluppo e all’uso di cariche esplosive, più sicure della dinamite e più efficienti delle palle da demolizione per distruggere gli edifici. L'uso più comune delle cariche esplosive è quello di far crollare un edificio, limitando così i danni collaterali, mentre al contrario è più probabile che le palle da demolizione causino danni collaterali, perché è difficile controllare completamente il moto d'oscillazione della palla.
Tuttavia, le palle da demolizione vengono ancora utilizzate quando altri metodi di demolizione potrebbero non essere pratici, ad esempio a causa di problemi ambientali locali o della presenza di materiali da costruzione pericolosi come l'amianto o il piombo.